# Earl Tupper
Earl Silas Tupper (28 de julio de 1902- 3 de octubre de 1983), inventor estadounidense de productos hechos de plástico para conservar alimentos.

## Biografía
Nació en una granja en Berlín, Nuevo Hampshire, EE. UU.

## Trabajo en la DuPont Chemical Company
Trabajó en la DuPont Chemical Company. Allí fue donde comenzó a investigar con las múltiples propiedades de los polímeros, especialmente con el polietileno.

## Tupperware
Fundó la compañía de recipientes plásticos Tupperware para comida en el año 1938. En 1946, salen a la venta en tiendas y almacenes los primeros productos de Tupperware. 
En los primeros años de la década de los años 50, las ganancias de la empresa del Sr. Tupper comenzaron a aumentar rápidamente, a través del plan de marketing de Brownie Wise con sus demostraciones en hogares y se convirtió en un hombre multimillonario.
En 1958, vendió la empresa a Rexall Drugs Corporation, que posteriormente devino en Dart Industries.
Earl S. Tupper se retiró a vivir a una isla comprada en propiedad en Costa Rica, tras haberse divorciado de su mujer y haber renunciado a la ciudadanía estadounidense.
Su patente caducó en 1984, al poco tiempo de su muerte en Costa Rica.
Actualmente el invento de Tupper es usado para almacenar, congelar y refrigerar algunas comidas o para que los estudiantes lleven sus almuerzos a la escuela.
También se comercializan recipientes para cocinar en el horno y en el microondas.

## Cronología
1938: Earl Tupper funda la "Earl S. Tupper Company" para crear plásticos. 
1945: El Sr. Tupper introduce en el mercado su primer producto: un artículo de baño. 
1946: La compañía presenta su producto bandera, un conjunto de boles redondos con tapas herméticas. 
1948: El Sr. Tupper conoce a Brownie Wise, una vendedora de Stanley Home Products (Stanhome). 
1951: Brownie Wise es nombrada vicepresidenta de Tupperware Home Products. 
1958: Wise es despedida de la compañía por graves desavenencias con Earl Tupper. 
1958: Tupper vende su empresa a Rexall Corporation por 16 millones de dólares y se retira laboralmente a la edad de 51 años. 
1983: Earl Tupper muere de un ataque al corazón. Contaba con 76 años de edad.